# Engländer

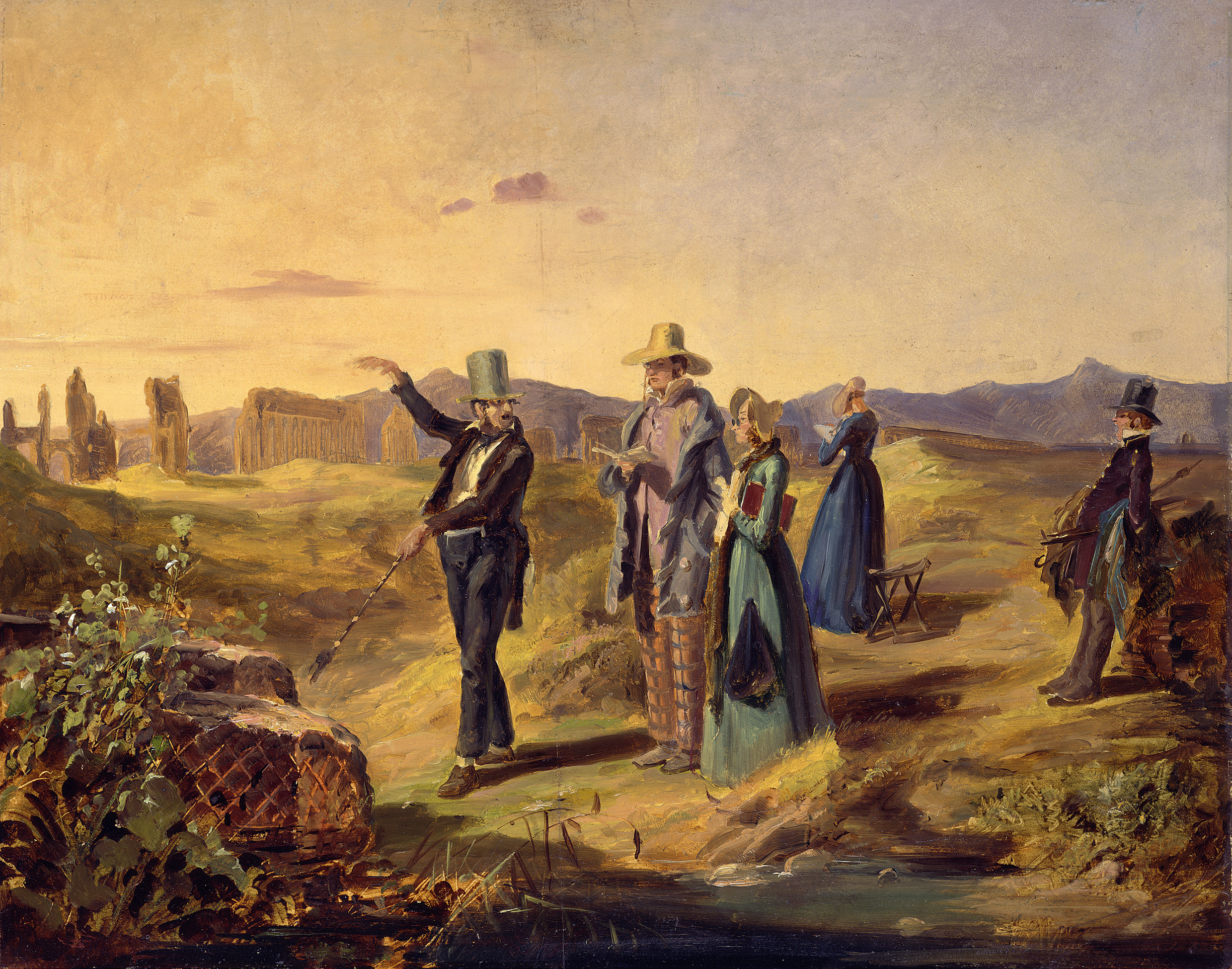
Historische Rezeption: Engländer in der Campagna, Aquarell von Carl Spitzweg, ca. 1845

Engländer (englisch the English oder English people) sind ein Volk von etwa 50 Millionen Menschen das überwiegend in England lebt, dem größten Land auf der Insel Großbritannien. Sie machen etwa 80 % der Bevölkerung des Vereinigten Königreichs aus. Zudem sind (oft große) Teile der Bevölkerung in den anderen Teilen der Britischen Inseln, das heißt Irland (vor allem Nordirland), Schottland und Wales sowie der (eingewanderten, nicht-indigenen) Bevölkerung einiger Länder des ehemaligen Britischen Weltreiches beziehungsweise des Commonwealth ethnisch englischer Abstammung (vor allem in Australien, Irland, Kanada, Neuseeland, Südafrika und den Vereinigten Staaten von Amerika).
Im deutschen Sprachraum werden fälschlicherweise oft alle Einwohner des Vereinigten Königreichs als Engländer bezeichnet, obgleich alle Staatsbürger des Vereinigten Königreichs insgesamt Briten genannt werden. Auf die jeweiligen Landesteile bezogen spricht man von Engländern, Schotten, Walisern, Iren, Cornish oder Manx. Von Schotten wurden Engländer früher auch als „Sassenachs“ bezeichnet.

## Sprache
Ihre Sprache ist das etwa seit dem 14. Jahrhundert einheitlich etablierte Englisch/Inglis, (vor 1066, Englisc) das aus dem Altsächsischen der Sachsen entstanden ist und daher zu den westgermanischen Sprachen gezählt wird. Die Bezeichnung leitet sich vom Volksstamm der Angeln ab (Land der Angeln-Englelond/Ingland-England). Bis ins frühe Mittelalter waren inselkeltische, genauer goidelische und britannische Sprachen, ab 1066 das Anglonormannische in England gebräuchlich gewesen.

## Geschichte englischer Identität

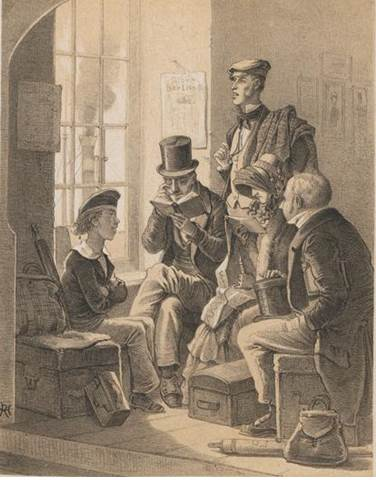
English people, Illustration von Henry Ritter, 1852

Die Engländer sind nach einer verbreiteten Ansicht aus den inselkeltisch sprechenden Britonen und den vom 5. Jahrhundert an aus Nord- und Mitteleuropa eingewanderten germanischen Völkern der Angeln, Sachsen, Friesen und Jüten entstanden. Diese unter der Bezeichnung Angelsachsen zusammengefassten Völkerschaften seien etwa zeitgleich mit dem Abzug der Römer aus Großbritannien erstmals als English und davon abgeleitet ihr Land als England bezeichnet worden. Der inzwischen teilweise als überholt geltenden, traditionellen Ansicht nach hätten die germanischen Angelsachsen im Gebiet des heutigen England (mit Ausnahmen Cornwalls) größtenteils die keltisch-britischen Vorbewohner verdrängt.
Der britische Mediziner Stephen Oppenheimer widerspricht dieser Sicht. Genetische Untersuchungen ergeben seiner Ansicht nach, dass die Engländer größtenteils von der vorkeltischen Urbevölkerung abstammen, die nach Ende der letzten Eiszeit von der Iberischen Halbinsel eingewandert sei. Spätere Einwanderer wie Kelten, Angelsachsen, Wikinger und Normannen hätten nur wenig zum Genpool der Engländer beigetragen. Dieser Ansicht widersprechen mehrere Forscher wie der Evolutionsgenetiker Mark G. Thomas: Aus y-chromosomalen Übereinstimmungen zwischen englischen, friesischen und skandinavischen Männern zieht er den Schluss, dass die angelsächsischen Eroberer 50 bis 100 Prozent der vorgefundenen Bevölkerung ausgerottet hätten, die heutigen Engländer also zum überwiegenden Teil von jenen abstammen würden.
Im 9. und 10. Jahrhundert kam es zu einer regional bedeutenden dänischen Zuwanderung (Danelag). Um dieselbe Zeit waren die Engländer erstmals unter einer gemeinsamen Herrschaft vereint. 937 gab es unter Æthelstan das erste angelsächsisch-englische Königreich, das sich über das gesamte heutige England erstreckte.
Ab 1066 und der normannischen Eroberung Englands (Schlacht von Hastings) gab es zudem einen starken normannischen Einfluss, die Normannen wurden zur neuen sozialen Elite Englands.
Bis ins 18. Jahrhundert waren die Identitäten der Engländer, Schotten und Iren klar voneinander getrennt (mit Ausnahme der anglo-irischen Oberschicht in Irland). Erst mit der Personalunion Jakobs VI. bzw. Jakobs I. als König von Schottland und England und mit dem Act of Union 1707, der Großbritannien politisch einte, kam so etwas wie eine britische Identität auf. Dies galt in geringerem Maße auch für Irland, das im Act of Union 1800 politisch mit Großbritannien vereinigt wurde. Dort entwickelte sich aber auch parallel seit der Frühen Neuzeit eine von Katholizismus und gälisch-keltischer Tradition geprägte eigene Identität, die im Gegensatz zur britisch-protestantischen stand. Dieser Gegensatz führte zu einem starken Unabhängigkeitsstreben, so dass sich Irland mit einem Großteil seines Staatsgebietes 1922 als Irischer Freistaat, später Republik Irland, von britischer Herrschaft abspaltete.

## Religion
In der Antike und dem frühen Mittelalter hingen die Engländer einem angelsächsischen Polytheismus an. Im 7. Jahrhundert kamen sie erstmals mit dem Christentum in Berührung und wurde sowohl vom keltischem Monastizismus als auch von der frühen römischen Kirche beeinflusst. Während des Hoch- und Spätmittelalters waren die meisten Engländer Anhänger der katholischen Kirche.
Seit der von Heinrich VIII. angestoßenen Englischen Reformation (Act of Supremacy 1534) gehörte der Großteil der Engländer jedoch der neuen anglikanischen Staatskirche an. In den folgenden etwa 150 Jahren gab es immer wieder Konfessionswechsel der Monarchen, ehe in der Glorious Revolution der späten 1680er Jahre der Anglikanismus als Staatsreligion und Religion der Könige festgeschrieben wurde. Seit dem 17., spätestens dem frühen 18. Jahrhundert sah sich England als Anführer der protestantischen Mächte Europas. Katholiken und nicht-anglikanische Protestanten (Dissenters) wurden bis in die Neuzeit hinein diskriminiert und nicht als Engländer betrachtet. England ist auch das Heimatland des Puritanismus und des Methodismus, dessen Anhänger als Dissenters jedoch meist flohen (vor allem nach Nordamerika). Die (auch politisch motivierten) Spannungen zwischen den verschiedenen Richtungen des Protestantismus und dem Katholizismus entluden sich im Englischen Bürgerkrieg.
Die englische Identität ist aufgrund der Verbindung der Monarchie mit der protestantischen Staatskirche bis heute stark von einem anti-katholischen, protestantisch-anglikanischen Selbstverständnis geprägt.

## Kultur

### Philosophie und Geistesgeschichte
Die Scholastik, der Utilitarismus, der Empirismus, der Pragmatismus, die Aufklärung und der Rationalismus waren zum Teil entscheidend geprägt von englischen Philosophen und Staatstheoretikern. Mit diesen geistesgeschichtlichen Ideen werden unter anderem die Namen William of Ockham, Francis Bacon, Thomas Morus, Thomas Hobbes, John Locke, Edmund Burke, Thomas Paine, Jeremy Bentham, John Stuart Mill und Bertrand Russell verbunden.

### Musik
In der Musik Englands war für das Mittelalter vor allem die anglikanische Kirchenmusik prägend. In der Neuzeit waren die Kompositionen Henry Purcells, Edward Elgars, Benjamin Brittens und Malcolm Arnolds prägend. In der zweiten Hälfte des 20. Jahrhunderts lieferten Engländer entscheidende Beiträge zur Beatmusik (Beatles, siehe auch British Invasion), dem Rock und Rock ’n’ Roll (Rolling Stones, The Who, Led Zeppelin, Pink Floyd, Queen u. a.), von denen später der Alternative Rock oder Indie Rock (The Smiths u. a.) und der Britpop (Blur, Oasis u. a.) beeinflusst wurden.

### Architektur
Eine klassizistisch-barocke spezifisch englische Architektur wurde im späten 17. und frühen 18. Jahrhundert vor allem von Sir Christopher Wren, dem königlichen Generalarchitekten Englands, geprägt. Die Georgianische Architektur des 18. und frühen 19. Jahrhundert war nicht nur in Großbritannien und Irland (Georgianisches Dublin), sondern auch in den ersten amerikanischen Kolonien, den späteren Vereinigten Staaten, und anderen britischen Kolonien dominant. In den 1740er Jahren verbreitete sich von England aus die Neogotik. Die viktorianische Architektur verband Neoklassizismus und Neogotik teilweise historisierend und eklektizistisch.
Für die moderne und die postmoderne Architektur des 20. und 21. Jahrhundert waren und sind Engländer wie Norman Foster, Michael Wilford und David Chipperfield prägend.

## Diaspora
In den USA gaben im Jahr 2000 in einem Zensus ungefähr 24,5 Millionen Amerikaner an, englischer Abstammung zu sein. Dort ist vor allem der Nordosten von englischstämmiger Bevölkerung bewohnt und von englischer Architektur und Kultur beeinflusst. In Kanada führten sich 2006 6,6, in Australien 6,3 Millionen auf englische Abstammung zurück. Zudem gibt es auch im südlichen Afrika (vor allem Republik Südafrika), in Neuseeland und zum Teil in Südamerika englischstämmige Bevölkerung.